# Паукар, Энмануэль
Энмануэль Хесус Паукар Рейес (исп. Enmanuel Jesús Páucar Reyes; род. 9 августа 1996, Лима) — перуанский футболист, полузащитник клуба «Депортиво Гарсиласо».

## Клубная карьера
Паукар начал профессиональную карьеру в клубе «Университарио». В 2015 году он был включён в заявку основы. 12 июля в матче против «Универсидад Сесар Вальехо» Энмануэль дебютировал в перуанской Примере.

## Международная карьера
В 2013 году в составе юношеской сборной Перу Паукар принял участие в юношеском чемпионате Южной Америки в Аргентине. На турнире он сыграл в матчах против команд Боливии, Чили, Аргентины, Парагвая, Венесуэлы, а также дважды Уругвая и Бразилии.
В 2015 году в составе молодёжной сборной Перу Паукар принял участие молодёжном чемпионате Южной Америки в Уругвае. На турнире он сыграл в матчах против команд Боливии, Уругвая и дважды Парагвая.